# Футболтеннис
Футболтеннис или теннисбол — командный вид спорта, игра футбольным мячом через теннисную сетку на площадке, размерами схожей с волейбольной. Футболтеннис возник в Чехословакии в 1920-х годах.
Большой популярностью пользуется также упрощённый вариант игры — теннисбол. В него играют на тренировках спортсмены многих видов спорта, и прежде всего — футбольные команды. 

## Соревнования
Соревнования по футболтеннису проводятся среди мужчин, женщин, ветеранов и юниоров. Чемпионат Европы 2007 года состоялся 16-18 ноября в Тренчине, Словакия.

## История
В 1922 году члены футбольного клуба Славия Прага играли в «футбол над верёвочкой», позднее заменённой сеткой. Эта новая игра имеет правила, подобные волейбольным, но руками не играют. В 1936 году были написаны первые официальные правила. Первый кубок по футболтеннису был разыгран в 1940 году. До 1962 года футболтеннис считался рекреационным спортом. В том же году была основана чехословацкая лига, но только в Праге. В 1987 — Международная ассоциация футболтенниса. Европейские чемпионаты начали проводиться с 1993, чемпионаты мира — с 1996 года.